# Raphael J. Sevilla
Raphael J. Sevilla (Ciutat de Mèxic, 3 de setembre 1905 – 2 de gener de 1976) va ser un guionista, director i productor cinematogràfic mexicà que també va treballar com a muntador, assistent de director i escenògrafs, alhora que apareixia sovint en algunes de les pel·lícules com a actor.

## Filmografia

### Director
- Más fuerte que el deber (1931)
- Almas encontradas (1934)
- La mujer del puerto, codirigida amb Arcady Boytler (1934)
- La sangre manda, codirigida amb José Bohr (1934)
- Juárez y Maximiliano, codirigida amb Miguel Contreras Torres (1934)
- Corazón bandolero (1934)
- El ciento trece, codirigida amb Ernesto Vilches (1935)
- María Elena (1936)
- Irma la mala (1936)
- La gran cruz (1937)
- A la orilla de un palmar (1937)
- Guadalupe La Chinaca (1938)
- Perjura (1938)
- Luna Criolla (1939)
- El fantasma de medianoche (1939)
- Miente y serás feliz (1940)
- El secreto de la monja (1940)
- La torre de los suplicios (1941)
- El insurgente (1941)
- Amor chinaco (1941)
- La abuelita (1942)
- Esa mujer es la mía (1942)
- Maravilla del toreo (1943)
- Porfirio Díaz, codirigida amb Rafael M. Saavedra (1944)
- Club verde (1945)
- Como yo te quería (1945)
- Asesinato en los estudios (1946)
- La niña de mis ojos (1947)
- El amor abrió los ojos (1947)
- Una mujer con pasado (1949)
- El miedo llegó a Jalisco (1949)
- Canas al aire (1949)
- Quinto patio (1950)
- El billetero (1953)
- La calle de los amores (1954)
- Tu vida entre mis manos (1955)
- Encrucijada (1956)
- Paraíso escondido (1962)
- La rabia por dentro, codirigida amb Myron J. Gold (1962)

### Guionista
- Más fuerte que el deber, dirigida per Raphael J. Sevilla (1931)
- Águilas frente al sol, dirigida per Antonio Moreno (1932)
- Sobre las olas, dirigida per Miguel Zacarías (1933)
- Almas encontradas, dirigida per Raphael J. Sevilla (1934)
- La mujer del puerto, dirigida per Raphael J. Sevilla e Arcady Boytler (1934)
- Corazón bandolero, dirigida per Raphael J. Sevilla (1934)
- María Elena, dirigida per Raphael J. Sevilla (1936)
- Irma la mala, dirigida per Raphael J. Sevilla (1936)
- La abuelita, dirigida per Raphael J. Sevilla (1942)
- Maravilla del toreo, dirigida per Raphael J. Sevilla (1943)
- El mexicano, dirigida per Agustín P. Delgado (1944)
- Asesinato en los estudios, dirigida per Raphael J. Sevilla (1946)
- La niña de mis ojos, dirigida per Raphael J. Sevilla (1947)
- El amor abrió los ojos, dirigida per Raphael J. Sevilla (1947)
- Una mujer con pasado, dirigida per Raphael J. Sevilla (1949)
- El miedo llegó a Jalisco, dirigida per Raphael J. Sevilla (1949)
- Canas al aire, dirigida per Raphael J. Sevilla (1949)
- Quinto patio, dirigida per Raphael J. Sevilla (1950)
- El billetero, dirigida per Raphael J. Sevilla (1953)
- La calle de los amores, dirigida per Raphael J. Sevilla (1954)
- Tu vida entre mis manos, dirigida per Raphael J. Sevilla (1955)
- Encrucijada, dirigida per Raphael J. Sevilla (1956)
- La rabia por dentro, codirigida amb Myron J. Gold (1962)
- Quinto patio, dirigida per Federico Curiel (1970)

### Actor
- Una luz en mi camino, dirigida per José Bohr (1939)
- Asesinato en los estudios, dirigida per Raphael J. Sevilla (1946)
- La calle de los amores, dirigida per Raphael J. Sevilla (1954)
- Villa!!, dirigida per James B. Clark (1958)